# Dijon FCO
Dijon Football Côte d'Or (phát âm tiếng Pháp: [diʒɔ̃ futbol kot dɔʁ]; thường được gọi là Dijon FCO hoặc đơn giản là Dijon) là một câu lạc bộ bóng đá Pháp có trụ sở tại Dijon. Câu lạc bộ được thành lập vào năm 1998 là kết quả của sự hợp nhất giữa hai câu lạc bộ địa phương trong thành phố, và thi đấu tại Ligue 2 sau khi bị xuống hạng từ Ligue 1 trong mùa giải 2011-12. Câu lạc bộ cũng đã thăng hạng trở lại Ligue 1 vào cuối mùa giải 2015-16. Chủ tịch câu lạc bộ là Olivier Delcourt và đội một được huấn luyện bởi Olivier Dall'Oglio, một cựu cầu thủ bóng đá. Dijon chơi các trận đấu trên sân nhà tại Sân vận động Gaston Gérard.

## Lịch sử
Lịch sử bóng đá ở Dijon bắt đầu vào năm 1903 với việc thành lập Cercle Laïque Dijonnais (Câu lạc bộ thế tục Dijon). Phần bóng đá của câu lạc bộ được thành lập vào năm 1913. Trong Thế chiến II Cercle Laïque Dijonnais được đổi tên thành Cercle Sportif Dijon (Câu lạc bộ thể thao Dijon) và sáp nhập với FC Dijon. Câu lạc bộ mới, được gọi là Cercle Sportif Laïque Dijonnais (Câu lạc bộ thể thao thế tục Dijon), đã gia nhập Hạng đấu khu vực của Burgundy Honneur khi thành lập vào năm 1945. Vào mùa xuân năm 1960, lần đầu tiên câu lạc bộ đã giành chức vô địch Burgundy.
Sau một thời gian thi đấu ở giải đấu nghiệp dư cấp cao nhất từ năm 1962, câu lạc bộ được huấn luyện bởi Pierre Danzelle và có thể trở thành một đội mạnh hơn, như thể hiện khi giành chiến thắng trong bộ phận Trung tâm CFA năm 1965. Từ chối các đề xuất lặp đi lặp lại của các cơ quan bóng đá để câu lạc bộ trở nên chuyên nghiệp, các giám đốc của Dijon đã quyết định chia tay của đội bóng. Câu lạc bộ đã bị rớt xuống Division d'Honneur vào năm 1967. Câu lạc bộ đã thăng hạng lên Division 3 vào năm 1974 với sự giúp đỡ của Philippe Piat. Vào cuối những năm 1970, trong khi đó, một số câu lạc bộ nhỏ đã sáp nhập để tạo thành Dijon FC. Câu lạc bộ mới này đã trở thành đối thủ của Cercle Sportif Laïque Dijonnais tại thủ đô Burgundian. Trong những năm 1980, Cercle thuộc sở hữu của Jean Claude Dubouil. Lần đầu tiên trong lịch sử của mình, câu lạc bộ đã chơi ở Giải hạng 2 trong khoảng từ 1987 đến 1991. Mặc dù có một số kết quả tốt, tuy nhiên, câu lạc bộ đã từ chối cả về tài chính và thi đấu. Trong khi đó, câu lạc bộ thứ hai của thành phố, Dijon FC, được huấn luyện bởi Daniel Joseph, đã được thăng cấp lên CFA, cùng phân nhánh với Cercle.

### Cấu trúc (1998-2005)
Năm 1998, hai câu lạc bộ hàng đầu của thành phố, Cercle Sportif Laïque Dijonnais và Dijon FC đã quyết định hợp nhất để trao cho Dijon một câu lạc bộ mạnh hơn, được đặt tên là Dijon Football Côte-d'Or (DFCO). Trong mùa đầu tiên ở CFA, người quản lý của DFCO là Noël Tosi. Câu lạc bộ đã bỏ lỡ lần thăng hạng trong trận đấu cuối cùng của mùa giải. Noël Tosi đã bị cách chức, và được thay thế bởi phó của ông, Daniel Joseph. Mùa tiếp theo, thăng hạng đã giành chiến thắng trong trận đấu với Calais RUFC, một lần nữa vào ngày cuối cùng của mùa giải. Cùng năm đó, DFCO đã đánh bại Alès để giành danh hiệu French Amateur Pháp, danh hiệu đầu tiên của câu lạc bộ.
Hai mùa giải tiếp theo ở National rất khó khăn cho câu lạc bộ. Trong mùa giải 2000-2001, câu lạc bộ thoát khỏi sự xuống hạng. Sau sự ra đi của Daniel Joseph, đội phó Mario Relmy của anh đã tiếp quản và một lần nữa đội đã xoay xở để tránh xuống hạng. Năm 2002, Rudi Garcia đến Dijon, chuyển sang chuyên nghiệp năm 2004. Trong mùa giải đầu tiên với tư cách là huấn luyện viên, Garcia đã đưa Dijon nhanh chóng lên đỉnh giải đấu quốc gia trước khi họ kết thúc vị trí thứ 4, cách ba điểm so với thăng hạng. Năm 2004, Dijon đã đạt được thành tích đáng nhớ ở Coupe de France, đánh bại Saint-Étienne (L2), Lens (L1), Reims (L2) và Amiens (L2) trước khi thua Châteauroux (L2) trong trận bán kết. Trong cùng năm đó, DFCO đã được thăng hạng lên Ligue 2.

### Ligue 2 (2005 2015)
Việc thăng hạng lên Ligue 2 cho phép câu lạc bộ được tách thành hai thực thể: chuyên nghiệp và nghiệp dư. Mặc dù nguồn lực hạn chế và cơ sở hạ tầng nghèo nàn, DFCO đã đạt được vị trí thứ 4 ấn tượng trong mùa đầu tiên tại Ligue 2. Câu lạc bộ cũng đã đánh bại Bordeaux ở vòng 16 Coupe de la Ligue.
Vào cuối mùa giải 2005-2006, câu lạc bộ đã xếp thứ năm. Mục tiêu của câu lạc bộ là thăng hạng lên Ligue 1. Trong mùa giải 2006-2007, Dijon đã bỏ lỡ một số cơ hội để đạt được bục vinh quang, nhưng cuối cùng đã xếp thứ 8. Tháng 6 năm 2007 đánh dấu sự kết thúc của một kỷ nguyên khi Rudi Garcia rời đi để dẫn dắt Le Mans. Huấn luyện viên mới, Serge Romano, lần đầu tiên dẫn dắt câu lạc bộ lên vị trí thứ ba trong mùa giải trong lịch sử câu lạc bộ, nhưng sau khi câu lạc bộ rơi xuống giữa bảng, Serge Romano đã bị sa thải vào tháng 12 năm 2007. Ông được thay thế bởi Faruk Hadžibegić vào tháng 1 năm 2008 sau khi Frederic Bompard có một thời gian ngắn đảm nhiệm vị trí chăm sóc. Huấn luyện viên mới sau đó đã cứu câu lạc bộ khỏi sự xuống hạng nhờ trận hòa vào ngày cuối cùng của mùa giải trước AC Ajaccio. Cùng năm đó, lần đầu tiên câu lạc bộ lọt vào tứ kết Coupe de France, nhưng thua Amiens vào ngày 15 tháng 4 năm 2008.
Mùa giải 2008-2009 được đánh dấu bằng sự xuất hiện của quốc tế người Pháp Eric Carrière. Bất chấp sự đóng góp của mình, DFCO vẫn bị kẹt ở nửa dưới của bảng, mặc dù họ đã vượt lên khu vực xuống hạng vào tháng Tư. Trong trận Coupe de France Dijon đã thua đội Ligue 1 Grenoble trên chấm phạt đền sau trận hòa 1-1.
Sau một cuộc tranh cãi trong kỳ nghỉ hè năm 2009 giữa Chủ tịch Bernard Gnecchi và huấn luyện viên lúc đó, Faruk Hadžibegić, Gnecchi đã chọn bổ nhiệm Patrice Carteron làm huấn luyện viên mới. Sau khi mùa giải đầu tiên kết thúc ở giữa bảng xếp hạng, DFCO đã được thăng hạng lên Ligue 1 vào cuối mùa giải 2010-2011 lần đầu tiên trong lịch sử của mình, nhờ kết thúc thứ ba tại Ligue 2.

### Ligue 1 (2011-2012)
Dijon đã chơi ở Ligue 1 lần đầu tiên trong lịch sử của nó trong mùa giải 2011-2012. Vào ngày 7 tháng 8 năm 2011, câu lạc bộ Burgundy đã chơi trận đấu đỉnh cao đầu tiên với Rennes trên sân nhà, ghi bàn thắng đầu tiên và ghi lại thất bại đầu tiên (1-5). Thứ bảy tiếp theo, DFCO thua Toulouse 2-0. Chiến thắng đầu tiên của câu lạc bộ ở Ligue 1 đã diễn ra trên sân nhà vào ngày 20 tháng 8 trước Lorient (2-0). Câu lạc bộ đã thắng một trận đấu thứ hai ở Annecy trước Evian Thonon-Gaillard (0-1), nhưng sau đó thua Lyon trên sân nhà trong trận đấu tiếp theo (1-2). Dijon đứng thứ 16 trên bảng xếp hạng vào kỳ nghỉ đông và ghi lại một loạt kết quả tốt sau đó, với nhà vô địch tương lai là Montpellier (1-1) và đánh bại Marseille (2-1) vào ngày 17 tháng 3 năm 2012, nhưng xung đột nội bộ và kém màn trình diễn của các cầu thủ hàng đầu như Benjamin Corgnet và cựu cầu thủ Chelsea Gaël Kakuta nặng nề vào cuối mùa. Sau chiến thắng trước Caen (2-0) vào ngày 25 tháng 3 năm 2012, Dijon đã không thể thắng một trận đấu khác, thua sáu và hòa ba. Vào ngày 20 tháng 5 năm 2012, vào ngày cuối cùng của mùa giải, Dijon đã thua Rennes (5-0) và chính thức xuống hạng Ligue 2, kèm theo đối thủ địa phương của họ là Auxerre. Ép buộc 63 bàn sau 38 trận, Dijon có hàng phòng ngự tệ nhất Ligue 1 trong mùa giải đầu tiên ở giải đấu cao nhất. Sau khi xuống hạng, chủ tịch, Bernard Gnecchi, đã từ chức và huấn luyện viên, Patrice Carteron, rời câu lạc bộ.

### Quay trở lại Ligue 2 (2012-2016)
Chủ tịch mới là Olivier Delcourt, trong khi Olivier Dall'Oglio đảm nhận vai trò huấn luyện viên. Trong mùa giải đầu tiên trở lại Ligue 2, câu lạc bộ đã hoàn thành thứ 7. Vào ngày 22 tháng 4 năm 2016, Dijon đã thăng hạng trở lại Ligue 1 sau khi xếp thứ hai trên bảng xếp hạng.

### Ligue 1 (2016-nay)
Trong mùa giải đầu tiên của Dijon trở lại Ligue 1, họ đã trụ hạng và kết thúc thứ 16. Mùa giải Ligue 1 2017/2018, Dijon kết thúc thứ 11, cải thiện thành tích câu lạc bộ thứ 16, mà họ đã thiết lập mùa trước. Mùa giải 2017/18, chỉ là mùa giải bay cao thứ ba của câu lạc bộ, đã chứng kiến họ kết thúc với 48 điểm, nhiều hơn 11 điểm so với năm ngoái.

## Thành tích
- Các trận đấu đã chơi: Stéphane Mangione (181 trận đấu)
- Số bàn thắng: Julio Tavares (65 bàn) (vẫn trong đội)
- Trận đấu với: Rudi Garcia (204 trận đấu)
- Mua lớn nhất: Brice Jovial (€ 2M cho Câu lạc bộ thể thao Le Havre)
- Giảm giá lớn nhất: Loïs Diony (10 triệu euro cho AS Saint Etienne, bao gồm tiền thưởng)
- Cầu thủ lớn tuổi nhất trong một trận đấu: Stéphane Grégoire (39 năm, 3 tháng và 23 ngày tại Dijon và Strasbourg (3 trận1, Giải 2) 25 tháng 5 năm 2007)
- Cầu thủ trẻ nhất trong một trận đấu: Patrick M'Pondo (17 tuổi, 2 tháng và 17 ngày tại Brest-Dijon (0-1 National) 27 tháng 10 năm 2001)
- Nhiều bàn thắng nhất trong một trận đấu: 12 (US Mahault Baie-Dijon FCO: 1-12 Coupe de France 1998 -1999)
- Hầu hết các bàn thua trong một trận đấu: 8 (Paris Saint German -Dijon FCO: 8-0 League One 2017 -2018)
- Chiến thắng với sự khác biệt lớn nhất: 11 (US Mahault Baie-Dijon FCO: 1-12 Coupe de France 1998 -1999)
- Thất bại với sự khác biệt lớn nhất: -8 (Paris Saint German -Dijon FCO: 8-0 League One 2017-2018)

## Đội hình hiện tại

### Đội một
Tính đến 2 tháng 8 năm 2022
Ghi chú: Quốc kỳ chỉ đội tuyển quốc gia được xác định rõ trong điều lệ tư cách FIFA. Các cầu thủ có thể giữ hơn một quốc tịch ngoài FIFA.
| Số | VT | Quốc gia    | Cầu thủ             |
| -- | -- | ----------- | ------------------- |
| 3  | HV | Pháp        | Daniel Congré       |
| 4  | HV | Algérie     | Reda Benchaa        |
| 5  | HV | Mali        | Senou Coulibaly     |
| 6  | TV | Bénin       | Mattéo Ahlinvi      |
| 7  | TĐ | România     | Alex Dobre          |
| 8  | TĐ | Pháp        | Mickaël Le Bihan    |
| 10 | TĐ | Bồ Đào Nha  | Xande Silva         |
| 11 | TV | Pháp        | Valentin Jacob      |
| 12 | HV | Bờ Biển Ngà | Adama Fofana        |
| 13 | HV | Pháp        | Christopher Rocchia |
| 14 | TV | Pháp        | Jordan Marié        |
| 15 | TV | Pháp        | Rayane El Khamali   |
| 16 | TM | Bénin       | Saturnin Allagbé    |
| 17 | TV | Pháp        | Yanis Chahid        |
| 18 | TĐ | Sénégal     | Idrissa Camara      |
| 20 | TV | Gabon       | Didier Ndong        |

| Số | VT | Quốc gia    | Cầu thủ            |
| -- | -- | ----------- | ------------------ |
| 21 | TĐ | Pháp        | Aurélien Scheidler |
| 22 | TĐ | Pháp        | Walid Nassi        |
| 25 | TV | Pháp        | Jessy Pi           |
| 27 | HV | Mali        | Cheick Traoré      |
| 28 | TV | Pháp        | Bryan Soumaré      |
| 29 | TV | Cameroon    | Loïc Etoga         |
| 30 | TM | Pháp        | Baptiste Reynet    |
| 31 | TV | Algérie     | Yassine Benzia     |
| 32 | HV | Sénégal     | Zargo Touré        |
| 40 | TM | Pháp        | Thomas Roche       |
| 77 | TĐ | Bờ Biển Ngà | Roger Assalé       |
| 88 | TV | Pháp        | Lucas Deaux        |
| 92 | HV | Cameroon    | Ahmad Ngouyamsa    |
| 93 | TV | Sénégal     | Ousseynou Thioune  |
| —  | TV | Kosovo      | Bersant Celina     |
| —  | TĐ | Sénégal     | Moussa Konaté      |

## Lịch sử logo
Con cú, gắn liền với một chi tiết kiến trúc tại Nhà thờ Đức Bà Dijon, là một biểu tượng của thành phố. Logo đầu tiên của câu lạc bộ có Cổng Guillaume của Dijon (Place Darcy) với một con cú ở phía trước. Trong phiên bản năm 2006, con cú được thể hiện hình ảnh đang bay, trong khi Cổng Guillaume nhường chỗ cho nền đỏ trơn, phù hợp với bộ đồ mới của đội. Con cú được hiển thị mở đôi cánh của nó để đại diện cho V để chiến thắng. Giữa hai cánh xuất hiện "1998", ngày thành lập câu lạc bộ ở dạng hiện đại và ở đỉnh 'DFCO' và 'Dijon Football Côte d'Or'. Logo hiện tại là phiên bản cập nhật của năm 2006, với dòng chữ 'Dijon Football Côte d'Or' đã biến mất, chỉ còn lại 'DFCO' và '1998' được viết bằng màu trắng trên nền đỏ.